# Baby Looney Tunes
Baby Looney Tunes (Los pequeños Looney Tunes en Hispanoamérica) es una serie de televisión animada basada en los personajes de la clásica serie Looney Tunes, empezó el 16 de setiembre de 2002 y terminada el 16 de octubre de 2006 en la cadena Kids' WB hasta que la señal desapareció el 17 de mayo de 2008. La serie se centró en los problemas y la moral del mundo real con los que los niños pueden identificarse, como compartir, comprender emociones y jugar con los demás.

## Producción
En 1997, Warner Bros. Animation anunció el programa como una próxima serie. 
En enero de 2001, terminaron la producción y el piloto salió al aire el 3 de junio de 2001. Reiniciaron la producción 5 días después y volvieron a terminar la producción; y el programa comenzó como una serie completa el 28 de julio de 2001.

## Reparto de voces
| Personaje                  | Actor de voz original (Estados Unidos) | Actor de doblaje (México)       | Actor de doblaje (España) |
| -------------------------- | -------------------------------------- | ------------------------------- | ------------------------- |
| Bebé Bugs Bunny            | Samuel Vincent                         | Irwin Daayán                    | Xavier Fernández          |
| Bebé Lola Bunny            | Britt McKillip                         | Cristina Hernández              | Isabel Valls              |
| Bebé Lucas (Daffy)         | Samuel Vincent                         | Irwin Daayán                    | Juan Antonio Bernardo     |
| Bebé Silvestre (Sylvester) | Terry Klassen                          | Claudio Velázquez Eduardo Garza | Javier Viñas              |
| Bebé Piolin (Tweety)       | Samuel Vincent                         | Circé Luna                      | Alicia Laorden            |
| Bebé Taz                   | Ian James Corlett                      | Luis Daniel Ramírez             | Paco Gázquez              |
| Bebé Petunia               | Chiara Zanni                           | Leyla Rangel                    | Rosa Riba                 |
| Bebé Mellissa              | Janyse Jaud                            | Elsa Covian                     | Geni Rey                  |
| Abuela                     | June Foray                             | Sylvia Garcel                   | Alicia Laorden            |
| Floyd                      | Brian Drummond                         | Benjamín Rivera                 | Ángel de Gracia           |